# タシテン +たして10にする物語+
『タシテン +たして10にする物語+』（タシテン たしてじゅうにするものがたり、英題: Make 10: A Journey of Numbers）は、任天堂が2007年10月10日に発売したニンテンドーDS用ソフト。ジャンルは「数字あそびアドベンチャー」。ヨーロッパでは2008年9月26日発売。

## 概要
数字にまつわる様々なミニゲームが収録されている。この中では「タシテン」を作ることが目的となる。「タシテン」とは、2つ以上の数字を加算して10の倍数（10、20、30）を作ることを言う。操作にはニンテンドーDS本体のタッチパネルを用い、画面上のものにタッチしたり数字を書き込んだりしてプレイする。

## ゲームの種類
おれたちタシテン
2〜4体のキャラクターが登場し、一瞬だけ後ろを向いて後頭部に描かれた数字を見せる。その数字がタシテンになるかどうかを「はい」「いいえ」で答える。
石のせテン
地面に数字がランダムで表示される。その中の余分な数字の上に石を置き残りの数字でタシテンになるようにする。石が2つある場合は2つとも使う必要がある。
きまぐれリーブス
数枚の葉っぱに一瞬だけ数字が現れる。その数字を記憶してタシテンになるように葉っぱを選ぶ。なるべく多くの葉っぱを使うと高得点。
10匹数えろ
巣の中に隠れたキャラクター「ナム」を制限時間内に10匹そろえる。
モゾモゾファイト
数字が描かれた円が連なっている生物「モゾモゾ」に数字をぶつけ、タシテンになるようにする。頭をタシテンにする度にモゾモゾの体が短くなり、全体をタシテンにすれば一発で退治できる。
ぶんしんフロッグス
カエルをタッチして分身させ、カエルの背に描かれた数字の合計をタシテンにする。少ないタッチ回数でタシテンになれば高得点。
どっちがタシテン？
2種類の桃のうち、どちらの桃がタシテンとなるのかを選ぶ。
ききあてクルミン
中に複数の実が入った2つのクルミのうち、妖精「音ききナム」が持っている実の数と合わせてタシテンになるのはどちらかを選ぶ。クルミをタッチすることでクルミを揺らし数を推測できる。
ナンバー狩り
枝の形をした1〜9までのナンバーを見つける。裏返しの数字や紛らわしい図形も存在する。
ありんこワラワラ
逃げるアリ達を捕獲してタシテンになるようにする。側の大岩をタッチすれば新しいアリが出てくる。アリは5匹まで同時に裏返せる。なるべく大きなタシテンを狙えば高得点。
ブロックリンドリーム
テトリスのブロックのような形をしたピースを隙間なくはめ込んでいく。数字を使用しないゲームだが、ブロックの合計が「10」になっている。
ゴーストストッパー
井戸から出るオバケの数字を記憶し、タシテンになったところでタッチする。後半にはマイナスのオバケも登場する。
タシテン砲撃戦
体に数字が描かれた空中のコウモリを数字が描かれた3台の砲台で砲撃してタシテンにする。無駄弾を撃ちすぎると失敗となる。また素早く砲撃しないとコウモリに砲台を破壊されてしまう。
10秒フィッシング
10秒間待ち、ちょうど10秒になったところでタッチして竿を引く。ジャスト10秒で魚を釣ることが出来れば高得点。
たしてもひいても
数字と数字の間に「＋」と「－」の記号を当てはめて、タシテンとなる数式を作る。
きみがベストマッチ
用意されたマッチ棒を用いてデジタル表示のような数字を作り、数式がタシテンになるようにする。
クロスでタシテン
数字がクロスワードパズルのように並んでおり、「？」表示になっている部分に数字を書き込み全ての列でタシテンを完成させる。列の中ですでに使われている数字は使用できない。
数字と友情
画面左側にある数字とルートがつながっている数字を右側の候補から選ぶ。正解のルートと不正解のルートは絡み合っており、一目では分かりにくい。
タシテンメモリーズ
3×3のマス内に描かれた数字が選ばれる順番を記憶し、その通りにタッチする。数字の合計はタシテンになっている。
いれかえ人生
縦4列×横5列に収まった数字をタッチして並べ替え、接した数字がタシテンになると消滅する落ち物パズル。連鎖して消えると高得点。